# Etheostoma nigrum
Etheostoma nigrum är en fiskart som beskrevs av Rafinesque 1820. Etheostoma nigrum ingår i släktet Etheostoma och familjen abborrfiskar. Inga underarter finns listade i Catalogue of Life.